# Nag champa
Pour les articles homonymes, voir Champa (homonymie).

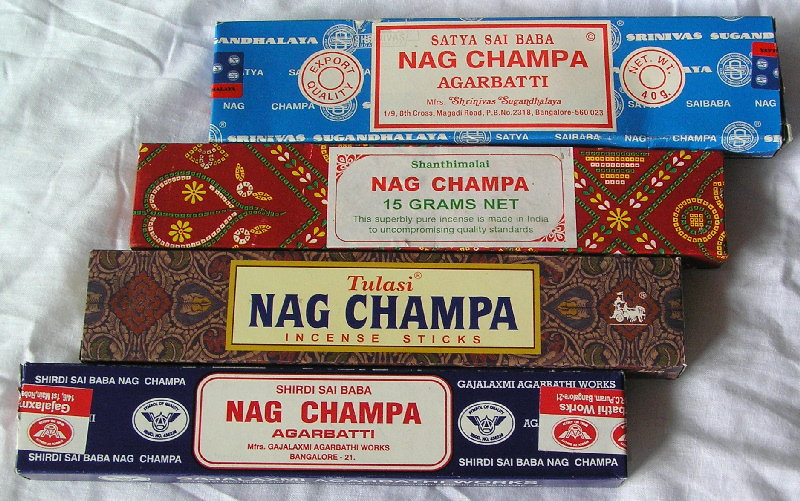
Nag Champa

Nag champa est une senteur originaire d'Inde constituée d'une forte concentration de bois de santal. Cette fragrance revêt plus particulièrement la forme d'encens - bâton ou cône - mais aussi la forme de savon, parfum, huile à massage et bougie.
Le Nag champa appartient à la catégorie plus large des encens indiens "Champa" qui désigne une sorte de fleur. Cet encens contient un ingrédient indigène d'Inde appelé "halmaddi" (résine semi-liquide obtenue grâce à l'arbre Ailanthus triphysa) qui lui donne sa couleur grise et sa propriété d'absorber l'humidité ambiante[réf. souhaitée].